# Aleksiej Ewert
Aleksiej Jermołajewicz Ewert, ros. Алексе́й Ермола́евич Э́верт (ur. 20 lutego?/4 marca 1857 w Moskwie, zm. 10 maja 1926 w Wieriei) – generał piechoty od 1911, generał adiutant od 1916, generał armii Imperium Rosyjskiego.

## Służba przed I wojną światową
Ukończył 1 Moskiewski Korpus Kadetów i 3 Aleksandrowską Szkołę Oficerską. Od 1876 oficer w Wołyńskim pułku strzelców Gwardii Cesarskiej. Uczestnik wojny rosyjsko-tureckiej 1877-78. W 1882 ukończył Nikołajewską Akademię Sztabu Generalnego. Po zakończeniu akademii służył w Moskiewskim Okręgu Wojskowym. Od listopada 1882 starszy oficer w sztabie 3 Dywizji Piechoty, od marca 1886 oficer do zadań specjalnych w Warszawskim Okręgu Wojskowym. W latach 1889–1890 dowódca batalionu w 40 Koływańskim pułku piechoty, od grudnia 1888 st. oficer do zadań specjalnych w dowództwie Warszawskiego Okręgu Wojskowego. Od 23 stycznia 1893 szef sztabu 10 Dywizji Piechoty, od 6 października 1899 dowódca 130 Chersonskiego pułku piechoty, od 24 grudnia 1900 r. szef sztabu 11 Korpusu Armijnego, a od 11 października 1903 5 Korpusu Armijnego. W czasie wojny rosyjsko-japońskiej od października 1904 generał kwatermistrz sztabu polowego naczelnego dowódcy Wojsk Lądowych i Morskich walczącymi przeciw Japonii. Od 23 marca 1905 szef sztabu 1 Armii Mandżurskiej gen. Kuropatkina. Za udział w operacji mandżurskiej został uhonorowany złotą bronią w 1906. Od 18 kwietnia 1906 szef Sztabu Głównego, a od 21 maja 1908 dowódca 13 Korpusu Armijnego i ataman wojskowy Zabajkalskiego Wojska Kozackiego.

## I wojna światowa

### 1914
W czasie mobilizacji, przed wybuchem I wojny światowej, na bazie okręgu formował oddziały. Po klęsce armii gen. A. W. Samsonowa w celu stabilizacji frontu w rej. Grodno-Augustów została utworzona 10 Armia w której skład wszedł 22 Korpus Armijny na dowódcę którego wyznaczono 11 sierpnia gen. Ewerta. 22 sierpnia wyznaczony na dowódcę 4 Armii w miejsce gen. A. von Zalca 4 Armię Front Południowo-Zachodni. 26 – 27 sierpnia organizował obronę 4 Armii w rej. Bełżec-Turobin. 29 sierpnia 4 Armia została okrążona, 30 sierpnia siłami 18 Korpusu Armijnego Ewert zmusił do odwrotu atakująca grupę gen. G. Kummera i sytuacja pod Lublinem została ustabilizowana. 2 września Korpus Grenadierów gen. I. I. Mrozowskiego, 3 Kaukaski Korpus Armijny i 18 Korpus Armijny zaatakowały X Korpus Austro-Węgier w rej. Trawniki i przerwały front w rej Suchdołu. 4 września z części 4 Armii została sformowana 9 Armia. 4-5 września gen. Ewert pozostałymi siłami prowadził walki z 1 Armią austro–węgierską gen. V. Dankla. Pod Tarnawką (płd. Lublina) 5-6 września siłami 3 KA została rozbita grupa gen. Woyrscha. Do niewoli Rosjanie wzięli ok. 15 tysięcy żołnierzy i zdobyli 55 dział. 6 września wojska 1 Armii rozpoczęły odwrót. 17-18 września armia gen. Ewerta wyszła na San i siłami 3 Kaukaskiego Korpusu opanowała Sieniawę, zdobywając 27 dział.
22 września na posiedzeniu Stawki podjęto decyzje o zdjęciu 4 Armii z frontu i skierowanie jej w rej. Iwangorodu (Dęblin). 18 września za walki we wrześniu nagrodzony orderem św. Jerzego 4 stopnia. 7 października rozpoczął nieudane natarcie z forsowaniem Wisły w rej. Iwangorodu i Puław. 11 października przeprawił swoje wojska na prawy brzeg. 10 października 1914 w celu poprawy położenia 2 Armii gen. S. M. Szejdemana rozpoczął natarcie z rej. Iwangorodu. W tym dniu 3 Kaukaski KA rozpoczął 15–dniową bitwę pod Kozienicami siłami 15 KA. Na pomoc skierowano 17 KA gen. P. P. Jakowlewa. 21 października wojska rosyjskie opanowały Kozienice. 23 października przy pomocy sił 9 Armii gen. P. A. Leczickiego rozpoczął natarcie na Radom, broniony przez 1 Armię austro–węgierską. 28 października Radom został zdobyty. 3 listopada Ewert zdobył Kielce i zmusił armię gen. Dankla do odwrotu. 15 listopada rozpoczął siłami czterech korpusów natarcie na Częstochowę, jednak tu napotkał opór grupy wojsk niemieckich gen. Woyrsza i 1 Armii austro–węgierskiej.
Po ciężkich walkach 18 listopada został zmuszony do wycofania lewego skrzydła. 19 listopada zlikwidował próbę obejścia prawego skrzydła przez jednostki 2 Armii Austro-Węgier, lecz przeciwnik dokonał wyłomu na styku armii Ewerta i 9. Armii. Wyłom został zlikwidowany siłami z 9 Armii. 21 listopada uderzył z powodzeniem na IV Korpus Austro-Węgier, lecz po wycofaniu sił Frontu Północno-Zachodniego natarcie zostało wstrzymane.

### 1915
Armia Ewerta brała udział w bitwie galicyjskiej, w ramach operacji na lewym brzegu Wisły. Do czerwca 1915 znajdowali się na lewym brzegu Wisły, opierając się o twierdzę Iwangorod i miał w składzie 36, 15, 25 Korpusy Armijne i Korpus Grenadierów. Po rozpoczęciu ofensywy gen. A. von Mackensena na lewe skrzydło armii Korpus Grenadierów i 25 KA dyslokowano na prawy brzeg Wisły. 4 lipca jednostki 4 Armii austro-węgierskiej zaatakowały korpusy Ewerta. Armia została wzmocniona 15 KA z 3 Armii. Podczas bitwy Tanewskiej 21 – 24 czerwca wojska austro-węgierskie zostały odparte a jednostki Ewerta zadały im duże straty pod Urzędowem. 19 lipca Ewert otrzymał rozkaz o dyslokacji Armii zza Wisły, w tym dniu, oddziały gen. Woyrscha uderzyły na Korpus Grenadierów, zmuszając Ewerta do przyspieszenia wycofania. Podczas bitwy pod Lublinem i Chełmem 22 lipca – 1 sierpnia 1915 skutecznie odpierał natarcie 4 Armii austro-węgierskiej. 29 lipca niemieckie siły przekroczyły Wisłę i zajęły obronę na prawym brzegu. Wszelkie próby likwidacji wyrwy siłami 26 KA i 16 KA doprowadziły tylko do dużych strat. 21 sierpnia wojska niemieckie zadały duże straty 16 Korpusowi i Korpusowi Grenadierów, a wojska gen. Ewerta zaczęły wycofywać się na Siedlce i Grabowiec. Za dowodzenie armią w czasie walk w maju 1915 pod Opatowem, w czerwcu 1915 w okolicach Lublina, a także za przeprowadzenie we wrześniu 1915 manewru, który uniemożliwił wyłom armii niemieckiej pod Dźwińskiem i Smorgoniami, gen. Ewert został odznaczony Orderem św. Jerzego 3 stopnia, a w grudniu mianowany generałem adiutantem.
Po mianowaniu gen. M. W. Aleksiejewa na szefa sztabu Kwatery Głównej gen. Ewert zastąpił go 20 sierpnia 1915 na stanowisku naczelnego dowódcy wojsk Frontu Zachodniego.

### 1916
W połowie marca 1916 postanowieniem Stawki, Front Zachodni przeprowadził bezskuteczną operację zaczepną na kierunku Święciany – Wiłkomir. 14 kwietnia na posiedzeniu Stawki podjęto decyzję, że przy istniejącym technicznym wyposażeniu wojsk operacje zaczepne nie będą miały powodzenia. Jednak pod presją gen. A. A. Brusiłowa podjęto decyzję o natarciu w dniu 31 maja. Kierunek głównego uderzenia z rejonu Mołodeczno na Oszmiany i Wilno przypadał Frontowi Zachodniemu. Front Północny i Front Południowo-Zachodni miały tylko współdziałać w operacji.
Po otrzymaniu rezerw i zwiększeniu sił 2 i 4 Armii w rejonie Mołodeczna do 480 tys. żołnierzy gen. Ewert przystąpił do długotrwałego przygotowania do ofensywy. W przeddzień 31 maja zmienił plan operacji i zamiast na Wilno planował skierować główne uderzenie na Baranowicze. Na ten kierunek przerzucił sztab 4 Armii. Natarcie odwlekł na 13 czerwca, a następnie na 17 czerwca. W końcu maja 1916 roku w skład Frontu (szef sztabu gen. Michaił Fiodorowicz Kwieciński wchodziły 2 Armia (dowódca gen. Władimir Smirnow), 3 Armia (dowódca gen. Leonid Lesz), 4 armia (dowódca gen. Aleksandr Rogoza), 10 Armia (dowódca gen. Jewgienij Radkiewicz). W wyznaczonym terminie (22 maja) wojska Frontu Południowo-Zachodniego rozpoczęły ofensywę i w pierwszych dniach odniosły sukces, zadając klęskę armii austro-węgierskiej. 13 czerwca Korpus Grenadierów z 3 Armii przeprowadził nieudaną operację pod Stołowiczami. Gen. Ewert ponownie spowodował w Stawce odłożenie operacji na 3 lipca. 24 czerwca przekazał z 3 Armii do Frontu Południowo-Zachodniego 31 KA, pozostałe Korpusy podporządkował 4 Armii, której zadaniem było główne uderzenie na Baranowicze. 3 – 8 lipca 4 Armia rozpoczęła ofensywę na Baranowicze i odniosła niewielki sukces taktyczny, tracąc ok. 80 tysięcy żołnierzy. 9 lipca decyzją Stawki główne uderzenie powierzono wojskom Frontu Południowo-Zachodniego. Wojska Frontu Zachodniego miały wstrzymywać ewentualne działania przeciwnika.
Następnie, kierując działaniami Frontu, wiązał wojska przeciwnika i tym samym nie pozwolił na skierowanie ich na południe. 12 sierpnia w skład Frontu Zachodniego weszły wojska 3 Armii i Armii Specjalnej, działające na kierunku Kowelskim. 16 sierpnia Ewert wydał rozkaz wyznaczający ofensywę na 28 sierpnia, lecz potem przełożył natarcie na 6 września. Po przygotowaniu artyleryjskim wstrzymał operację uważając, że ze względu na początek jesiennych powodzi nie ma ona szans powodzenia. 7 września przeprowadził tylko rekonesans na Czerwiszeńskim przyczółku. 23 września oddał Armię Specjalną Frontowi Południowo-Zachodniemu.

### 1917
Przy planowaniu kampanii 1917 roku zaproponował uderzenie w kierunku Wilna siłami 46 dywizji. Sprzeciwił się planowi opracowanemu przez gen. W. Gurko i A. Łukomskiego. W ramach nowego planu operacji zatwierdzonego przez gen. Aleksiejewa zadaniem Frontu gen. Ewerta było przeprowadzenie pomocniczego uderzenia siłami 10 Armii.
Kiedy 2 marca 1917 gen. Aleksiejew zaproponował, by zwrócić się poprzez naczelnego najwyższego dowódcę do cara Mikołaja II o abdykację, Ewert odpowiedział, że swoją opinię wyda wtedy, kiedy usłyszy opinie generałów N. Ruzskiego i gen. A. Brusiłowa. Po zapoznaniu się z opiniami wysłał telegram do Mikołaja II, w którym powołując się na fakt, że na wojsko „w jego obecnym składzie ... nie można liczyć”, pisze, że „nie znajdując innego wyjścia, bezgranicznie oddany Waszej Cesarskiej Mości, prosi Waszą Cesarską Mość, dla zbawienia Ojczyzny i Dynastii, o podjęcie decyzji uzgodnionej z przewodniczącym Dumy... jako widocznie jedynej, sposobnej zaprzestanie rewolucji i zbawienie Rosji od plagi anarchii”.
Po rewolucji lutowej 1917 odwołany z dowódcy Frontu, 22 marca zwolniony ze służby i skierowany na emeryturę. Mieszkał w Smoleńsku, a potem w Wierieja, gdzie zajmował się pszczelarstwem.

## Odznaczenia
- Order Świętego Jerzego III klasy (1915)
- Order Świętego Jerzego IV klasy (1914)
- Order Orła Białego (Rosja) (1915)
- Order Świętego Aleksandra Newskiego (1915)
- Order Świętego Włodzimierza II klasy (1912)
- Order Świętej Anny I klasy (1907)
- Order Świętego Stanisława I klasy z Mieczami (1906)
- Order Świętego Włodzimierza III klasy (1903)
- Order Świętego Włodzimierza IV klasy (1899)
- Order Świętej Anny II klasy (1895)
- Order Świętego Stanisława II klasy (1888)
- Order Świętej Anny III klasy (1885)
- Order Świętego Stanisława III klasy z Mieczami (1879)
- Order Świętej Anny IV klasy (1878)